# Pottendorfer Spinnerei

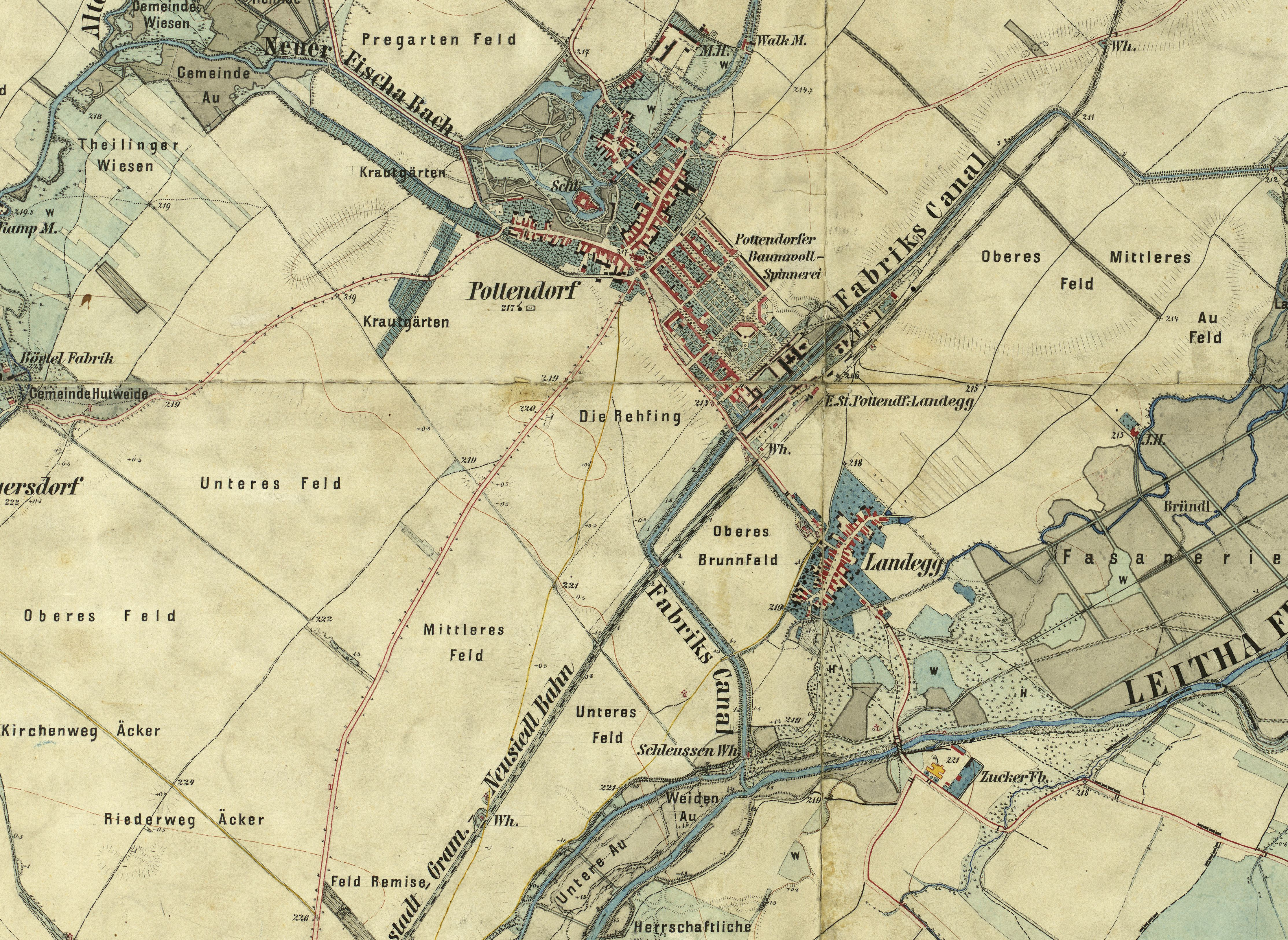
Lage der Baumwollspinnerei am Fabrikskanal (1873)

Die Pottendorfer Spinnerei war die erste Maschinenspinnerei in Österreich.

## Geschichte
Die Pottendorfer Baumwollspinnerei wurde 1801 im niederösterreichischen Pottendorf errichtet. Die Idee ging von den beiden Bankdirektoren der oktroyierten Commercial-, Leih- und Wechselbank in Wien Franz Gundacker Fürst von Colloredo-Mannsfeld und Josef Fürst von Schwarzenberg aus. Finanziert wurde das Unternehmen aus einer Gruppe von Adeligen und Großhändlern. 
Ausschlaggebend für die Standortwahl, war das Vorhandensein zahlreicher Textilhandwerker vor Ort, sodass auf Fachleute zurückgegriffen werden konnte. Außerdem war durch die beiden Flüsse Fischa und Leitha die notwendige Wasserkraft vorhanden, um die vorerst drei Wasserräder antreiben zu können. Schließlich konnte durch Fürst Esterházy Grund beigestellt werden, da er in Pottendorf Gründe besaß und ebenfalls in die Gründungsgruppe einstieg. Sein Schloss stellte er für die Bauzeit der Fabrik ebenfalls zur Verfügung.
Bedingt durch das Ausfuhrverbot für Spinnereimaschinen aus England gestaltete es sich schwierig die Pläne, die einen Maschinenbau beinhalteten, umzusetzen. Es wurde der Engländer Johann Thornton aus Yorkshire, der sich bereits in Hamburg aufhielt, um auch dort nach englischem Muster eine Spinnerei zu errichten, angeheuert. Nach diesem Vertrag hatte er neue Spindeln zu bauen, aber auch für den Bau der Fabrikgebäude zu sorgen. Dieser Fabrik sollte er dann 24 Jahre vorstehen. Bald nach der Gründung waren inklusive der 500 Heimarbeiter über 1.000 Mitarbeiter beschäftigt. Die Fabrik blieb bis zum Ersten Weltkrieg die größte Spinnerei auf dem heutigen Staatsgebiet. Außerhalb des alten Ortes Pottendorf entstand zum Werk auch eine Werkssiedlung.
1856 kaufte das Unternehmen noch die benachbarte Flachsspinnerei von Freiherrn von Reyer und von Georg Simon von Sina.
Bedeutend für die weitere Entwicklung war auch der Bau der Pottendorfer Linie in den 1870er Jahren. 1873 wurde das Unternehmen durch das Bankhaus Simon G. Sina in eine Aktiengesellschaft umgewandelt. 1882 ging der Besitz vom Bankhaus Sina an den Wiener Bankverein über. Im Jahr 1888 kaufte das Unternehmen eine Spinnerei in Rohrbach bei Neunkirchen, sodass das Unternehmen mit 105.376 Spindeln und 1.100 Beschäftigten das sechstgrößte in Österreich-Ungarn war.
1893 kam es zu einem Brand des Pottendorfer Spinnereigebäudes, das daher in den Jahren 1894/95 neu errichtet wurde.
1916 kam die Spinnerei und Zwirnerei in den Besitz der Familie Mautner, die schon zahlreiche Textilbetriebe über die ganze Monarchie verstreut besaß. In den 1920er Jahren ging die Aktienmehrheit in den Besitz der Bodencreditanstalt und der Živnostenská banka in Prag über. Bedingt durch den Zusammenbruch der Bodencreditanstalt entstand die Pottendorfer wieder als selbständige Gesellschaft. Mit selbst rund 1.000 Beschäftigten zu dieser Zeit wurde sie mit der Felixdorfer Weberei und Appretur fusioniert. Die Pottendorfer Spinnerei und Felixdorfer Weberei AG waren nunmehr die Hauptgesellschaft des Mautner-Konzerns in Österreich.
Während des Zweiten Weltkriegs wurden die Anlagen 1944 beschädigt und in der Folge teilweise abgebrochen. Der Betrieb wurde jedoch wieder aufgenommen und bis 1977/78 fortgeführt. 1998 wurden weitere Teile der Fabriksgebäude abgerissen.